# Maria Doyle Kennedy
Maria Doyle Kennedy, född Maria Josephine Doyle den 25 september 1964 i Clontarf i grevskapet Dublin, är en irländsk skådespelerska och sångerska.

## Roller (i urval)
- 1991 – The Commitments
- 1999 – Fröken Julie
- Katarina av Aragonien i The Tudors (2007–2010)
- Barnvakten Sonya i femte säsongen av TV-serien Dexter (2010)
- Siobhan Sadler i TV-serien Orphan Black (2013–2017)
- 2024 – Lost Boys & Fairies (TV-serie)